# Бюда (Техас)
Бюда (англ. Buda) — місто (англ. city) в США, в окрузі Гейс штату Техас. Населення — 15 108 осіб (2020).

## Географія
Бюда розташована за координатами 30°5′3″ пн. ш. 97°50′43″ зх. д. / 30.08417° пн. ш. 97.84528° зх. д. (30.084169, -97.845255).  За даними Бюро перепису населення США в 2010 році місто мало площу 13,90 км², з яких 13,89 км² — суходіл та 0,02 км² — водойми. В 2017 році площа становила 14,96 км², з яких 14,94 км² — суходіл та 0,02 км² — водойми.

## Демографія
Згідно з переписом 2010 року, у місті мешкало 7295 осіб у 2501 домогосподарстві у складі 1996 родин. Густота населення становила 525 осіб/км².  Було 2630 помешкань (189/км²).
Расовий склад населення:
| - 84,5 % — білих - 2,9 % — чорних або афроамериканців - 1,2 % — азіатів - 0,4 % — корінних американців - 7,8 % — осіб інших рас |

До двох чи більше рас належало 3,2 %. Частка іспаномовних становила 35,4 % від усіх жителів.
За віковим діапазоном населення розподілялося таким чином: 30,4 % — особи молодші 18 років, 62,8 % — особи у віці 18—64 років, 6,8 % — особи у віці 65 років та старші. Медіана віку мешканця становила 33,1 року. На 100 осіб жіночої статі у місті припадало 93,6 чоловіків;  на 100 жінок у віці від 18 років та старших — 90,1 чоловіків також старших 18 років.
Середній дохід на одне домашнє господарство  становив 83 302 долари США (медіана — 68 945), а середній дохід на одну сім'ю — 93 819 доларів (медіана — 78 106). Медіана доходів становила 47 846 доларів для чоловіків та 46 414 долари для жінок. За межею бідності перебувало 6,7 % осіб, у тому числі 6,8 % дітей у віці до 18 років та 3,7 % осіб у віці 65 років та старших.
Цивільне працевлаштоване населення становило 5318 осіб. Основні галузі зайнятості: освіта, охорона здоров'я та соціальна допомога — 29,5 %, роздрібна торгівля — 11,3 %, публічна адміністрація — 10,4 %.